# Encyklopedia Krakowa
Encyklopedia Krakowa – polska encyklopedia, regionalna publikacja encyklopedyczna poświęcona historii i współczesności Krakowa.

## Opis
Pierwsze wydanie encyklopedii (ISBN 83-01-13325-2) wydane w 2000 nakładem Wydawnictwa Naukowego PWN liczy 1135 stron, zawiera około 5500 haseł, ponad 2200 ilustracji, 2500 biogramów, około 40 map i planów, a także kalendarium ważnych wydarzeń z historii miasta. W opracowaniu zamieszczono zestawienie "cracovianów" – tytułów tysiąca książek o Krakowie. Encyklopedia zawiera hasła dotyczące dzielnic, jurydyk, parków, ulic i placów, jak również zabytków, pałaców, pomników i innych obiektów, a także instytucji społecznych, prasy itp. Opracowano również hasła dotyczące środowiska geograficznego i przyrodniczego, rezerwatów przyrody, klimatu, rzek i zbiorników wodnych.
Wydanie drugie encyklopedii (ISBN 978-83-66334-93-9) wydane w 2023 nakładem Biblioteki Kraków i Muzeum Krakowa liczy 2 tomy, zawiera około 6000 haseł i 3000 ilustracji, 2500 biogramów, 171 map i planów, 66 tabel oraz część zatytułowaną „Kraków w liczbach” przygotowaną przez Urząd Statystyczny w Krakowie. Stan wiedzy rozpięty jest w przedziale czasowym od 2021 do lipca 2023. Nowe hasła tworzyło 300 autorów, a opracowanie haseł z konkretnych dziedzin nadzorowali: życia gospodarczego – prof. Krzysztof Broński, życie polityczne – prof. Andrzej Chwalba, Cracovia Sacra – dr Stanisław Dziedzic, nauki i biografistyki – dr Karolina Grodziska, środowiska przyrodniczego i geograficznego – prof. Zbigniew Mirek, historia – dr Michał Niezabitowski, literatury, teatru, muzyki – prof. Jacek Popiel, architektury i urbanistyki – prof. Jacek Purchla, życia społecznego – prof. Łukasz T. Sroka, historii sztuki – prof. Marek Walczak.
Jeśli było to możliwe, hasła w drugim wydaniu aktualizowali autorzy z pierwszego wydania. Dlatego w hasłach–artykułach kursywą podano nazwisko autora z I wydania, a antykwą z drugiego. 